# ツインズストーリー きみにつたえたくて…
『ツインズストーリー きみにつたえたくて…』は、富士通パレックスが1998年9月25日にWindows用として発売した恋愛シミュレーションゲームである。キャラクターデザインは上里竹春。制作は富士通。
1999年6月24日にはパンサーソフトウェアがPlayStation用を発売、後にはWindows用の台湾版も発売された。
2011年7月6日よりPlayStation Storeのゲームアーカイブスで配信開始された。レイティングはCERO：B（12才以上対象）。

## 作品解説
主人公が楠原学園高等部の生徒として入学してからの1年間の学園生活がテーマとなっている。
恋愛シミュレーションゲームなので、勉強や運動などを通して主人公を育成しつつ気になる女の子から告白されることがゲームの目的となる。主人公は新たな出会いを期待していたが、この学園は男女交際に厳しく、女子部校舎と男子部校舎が線路で隔てられている。交流は学園祭や運動会を除いて全く行われていなく、女子生徒と知り合う機会も少ない。
そのためゲーム開始時は女子部生徒については同じ学園の女子部に通う双子の妹からしか情報が得られない。親しくなれる女の子は妹の親友や同級生など合計10人。下校時に発生するイベントや電子メールを通して彼女たちとの交流を深めていき、最終的には恋人を見つけることが目的となる。

## 登場キャラクター
声優の名前は本作出演時のもの。グラフィックは6万5千色で描かれている。
館野成雄
声：なし
このゲームの主人公。
館野成美
声：野上ゆかな
主人公の双子の妹。
柿沼沙姫
声：松本梨香
主人公の幼馴染。自宅は花屋を営んでいる。
青梅理奈
声：こおろぎさとみ
成美の親友の一人。将来は保母になりたいと思っている。男性と話をするのが苦手。
桜田泉
声：頓宮恭子
成美の親友の一人。活発な性格で男性を異性としてとらえていない。
大山紗弥佳
声：木村亜希子
格闘技マニア。おっとりした感じの話し方をする。
藤井真実
声：大谷育江
同じ学年では一番生まれた日が早いため（4月2日生まれ）同学年の生徒に対しては態度が大きい。
菖蒲川瑞穂
声：菅原祥子
陸上部所属。学校が休みの日でも走りこみをするほどで周りの人も心配している。
菊岡華乃
声：矢島晶子
読書好きでよく図書室にいる。口数は少なく大人しい。
菊岡雪乃
声：田口宏子
華乃の妹。性格は姉とは逆で明るい。
Adeleide O Dipring
声：ビアンカ・アレン
イギリスからの留学生で貴族の家系。
鹿野もみじ
声：西原久美子
新聞部所属。なぜか彼女にかわいいと言うと機嫌が悪くなる。
桐山鏡子
声：永野愛
男子部の保健室の先生。
中村慎之介
声：そのざきみえ
主人公の後輩。
遠藤正弘
声：今井俊一朗
主人公の友達。サッカー部に所属している。
城崎響
声：寺井智之
サッカー部所属。女子生徒に人気がある。
古賀武彦
声：茶風林
主人公のクラス担任。サッカー部顧問。

## 評価
文章書く彦はGame*Sparkの記事の中で、オープニングアニメーションについて「製作コストの節約のためか、独特の『間』を持つ異常な雰囲気に仕上がっている」と述べており、内容についても「『ときめきメモリアル』のような古典的な恋愛シミュレーションゲームだが、時代の移ろいを感じさせる、非常に味わい深い一面がある」と述べている。

## 関連書籍
- ツインズストーリー きみにつたえたくて… 公式攻略&ビジュアルブック ソフトバンクパブリッシング ISBN 9784797309560 ※絶版